# Lontra
Lontra je rod vidri s američkog kontinenta.
Rod obuhvaća četiri vrste:
- sjevernoameričku riječnu vidru (Lontra canadensis)
- južnoriječnu vidru (Lontra provocax)
- neotropsku vidru (Lontra longicaudis)
- obalnu vidru (Lontra felina)

Ove su vrste nekada spadale u rod Lutra, zajedno s europskom vidrom, no sada su premještene u zaseban rod, zbog njihove bliže povezanosti s rodovima Lutrogale i Pteronura nego s ostalim vrstama u rodu Lutra.

## Drugi projekti
|  | Wikivrste imaju podatke o taksonu rodu Lontra |